# Osage Beach
Osage Beach és una població dels Estats Units a l'estat de Missouri. Segons el cens del 2007 tenia 4.621 habitants.

## Demografia
Segons el cens del 2000, Osage Beach tenia 3.662 habitants, 1.687 habitatges, i 1.035 famílies. La densitat de població era de 150,4 habitants per km².
Dels 1.687 habitatges en un 19,1% hi vivien nens de menys de 18 anys, en un 51,2% hi vivien parelles casades, en un 7,2% dones solteres, i en un 38,6% no eren unitats familiars. En el 31,6% dels habitatges hi vivien persones soles el 10,9% de les quals corresponia a persones de 65 anys o més que vivien soles. El nombre mitjà de persones vivint en cada habitatge era de 2,09 i el nombre mitjà de persones que vivien en cada família era de 2,58.
Per edats la població es repartia de la següent manera: un 16% tenia menys de 18 anys, un 7,4% entre 18 i 24, un 26,9% entre 25 i 44, un 29,3% de 45 a 60 i un 20,3% 65 anys o més.
L'edat mediana era de 45 anys. Per cada 100 dones de 18 o més anys hi havia 94,9 homes.
La renda mediana per habitatge era de 38.448 $ i la renda mediana per família de 49.554 $. Els homes tenien una renda mediana de 30.444 $ mentre que les dones 21.440 $. La renda per capita de la població era de 22.685 $. Entorn del 4,5% de les famílies i el 6,7% de la població estaven per davall del llindar de pobresa.

## Poblacions més properes
El següent diagrama mostra les poblacions més properes.